# Museo diocesano (Jesi)
Il Museo diocesano di Jesi è situato nel centro storico della città marchigiana, nelle immediate vicinanze della Cattedrale di San Settimio. Questo museo testimonia l'importanza dell'esperienza cristiana e devozionale, nel vissuto della popolazione di Jesi e della vallesina nella diocesi, attraverso numerose opere d'arte. È stato inaugurato il 13 novembre 1966.

## Storia
Il primo nucleo del Museo Diocesano ebbe origine a Jesi nel 1966, sotto la sollecitazione di S. E. Mons. Pardini. L’idea si inseriva nel clima suscitato dal Concilio Vaticano II, in cui prese campo la necessità di costituire strutture museali che raccogliessero quanto più possibile opere d’arte e di artigianato di ispirazione religiosa, perché queste fossero conosciute, valorizzate, conservate, tutelate e laddove possibile restaurate.
Inizialmente la sede era stata individuata nella chiesa di San Nicolò in corso Matteotti. L’inadeguatezza di quegli spazi ad accogliere il patrimonio destinato all’esposizione spinse ad orientare la scelta della sede verso alcuni locali dell’ex Palazzo Ripanti nuovo in piazza Federico II, che fino a poco tempo prima aveva ospitato il Seminario Vescovile. La costituzione del Museo venne affidata a Mons. Costantino Urieli, Canonico Penitenziere della Cattedrale e al prof. Edoardo Pierpaoli, Direttore della Biblioteca e del Museo Civico di Jesi. L’urgenza di dare vita al Museo Diocesano, caldeggiata e sollecitata dalla Santa Sede, era dettata anche dalla pressante necessità di salvaguardare da furti le molte opere d’arte custodite presso i locali delle parrocchie e degli enti ecclesiastici.
Tale iniziativa venne ufficialmente presentata sul settimanale diocesano “Voce della Vallesina” del 12 maggio 1966. Il 13 novembre 1966 venne inaugurato il Museo. Un primo catalogo di tutte le opere esposte venne pubblicato con l’occasione della I Mostra di Arte Sacra. Negli anni successivi il museo è stato oggetto di vari interventi di ristrutturazione, ampliamento e riallestimento, conclusi nel 1983. In questo anno il numero delle sale espositive è stato portato a nove. L’inaugurazione del Museo Diocesano rinnovato avvenne nel settembre del 1983.
Nel 1990 si iniziò a progettare uno spazio espositivo destinato al nucleo di opere d’arte contemporanea di proprietà del Museo. Ancora oggi la sezione contemporanea è parte integrante del percorso espositivo.

## Palazzo Ripanti Nuovo

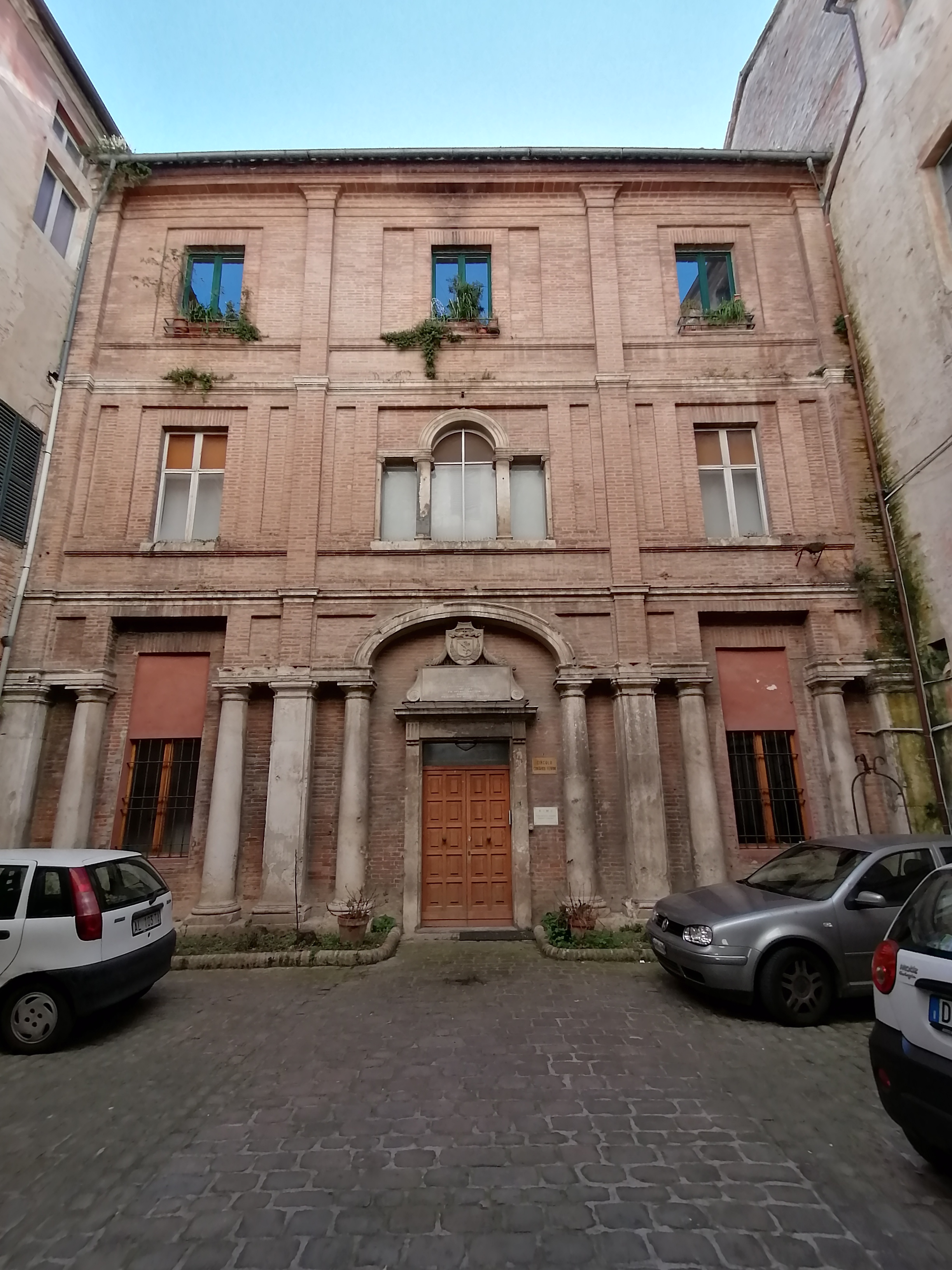
La facciata seicentesca del vecchio Ospedale di Santa Lucia, sul cortile.

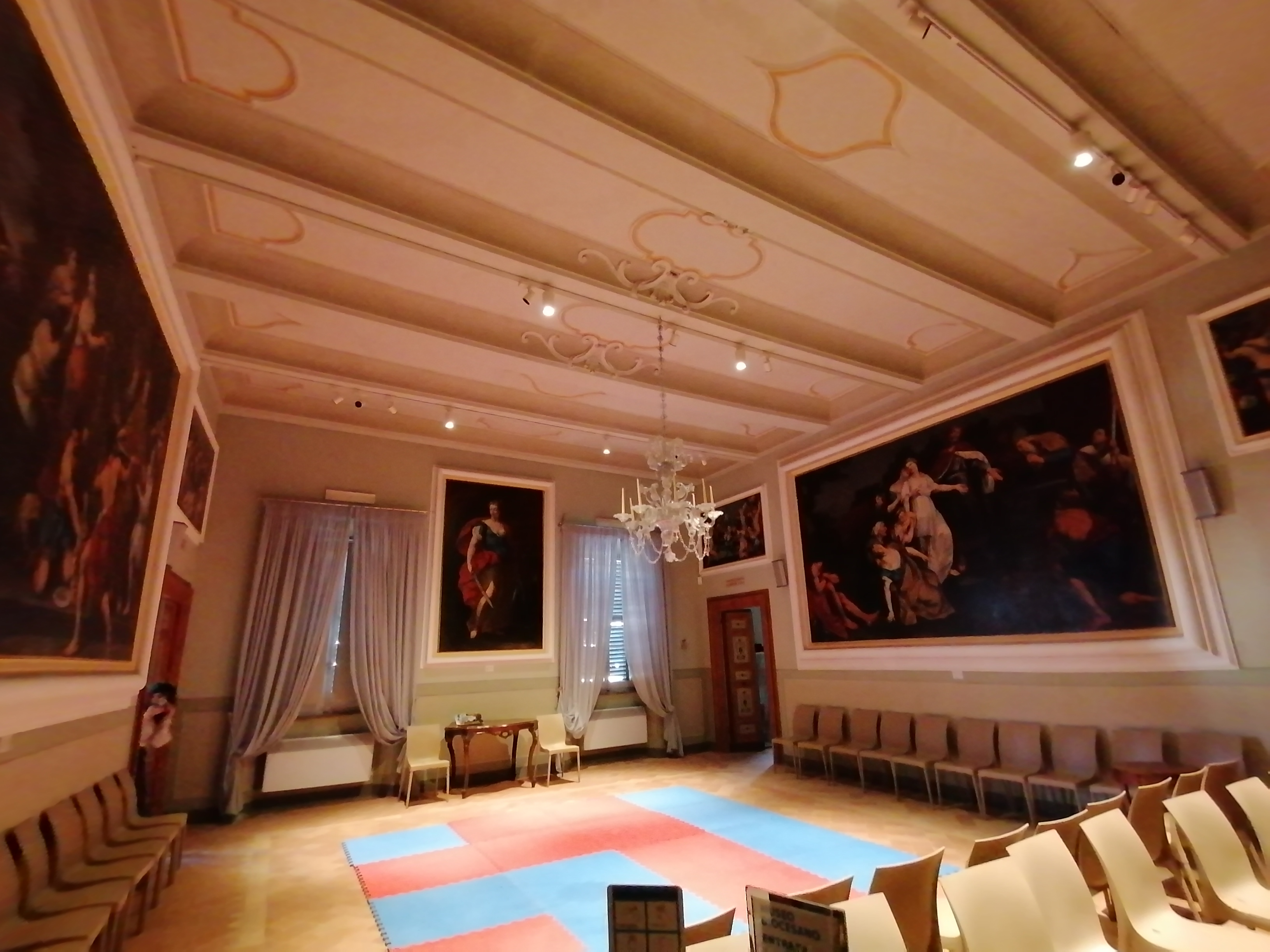
Il salone con le grandi tele di Domenico Luigi Valeri.

Il Museo Diocesano è ospitato nei locali del Palazzo Ripanti Nuovo, sezione di un notevole complesso edilizio ristrutturato nel XVIII secolo che caratterizza la più antica piazza del centro jesino, piazza Federico II, nucleo di origine della urbs romana.
Il palazzo si estende lungo il fronte meridionale della piazza inglobando anche l’edificio già sede dell’Ospedale di Santa Lucia del sec. XVI. L’immobile venne acquisito dal conte Emilio Ripanti nel 1724, ma la disponibilità effettiva vi fu soltanto dopo il 1742 con il trasferimento dell’Ospedale nella nuova sede del corso Matteotti.
Solo allora vennero uniti i due immobili di proprietà dei Ripanti, sovrappassando via Santoni. Con questa opera venne a realizzarsi la più grande cubatura edilizia residenziale privata del centro storico del sec. XVIII.
L’interno dell’edificio unito al primo nucleo del Palazzo Ripanti venne interamente ristrutturato e arricchito di apparati decorativi di notevole interesse artistico. L’ingresso è costituito dal grande salone, che fu sede delle due cattedre di Sacra Scrittura e di Sacra Eloquenza fondate nel 1850 dal grande musicista e munifico benefattore Gaspare Spontini.
Il salone è decorato da quattro grandiose tele dipinte dal noto pittore, imprenditore e architetto jesino Domenico Luigi Valeri. Esse raffigurano episodi tratti dal’Antico Testamento. Cinque deliziose tele rappresentanti amorini e putti festanti con ghirlande di fiori e frutta corrono tutto intorno alla sala, copie esatte della stessa serie eseguita dal Maratta (due delle cinque tele originali sono conservate al Louvre di Parigi). La commissione delle tele risale al 1728 e sono testimonianza della formazione pittorica del Valeri condotta all’insegna del classicismo romano. Le prime due sale espositive presentano anche una interessante partitura pittorica nel soffitto, con motivi a grottesca e vari motivi iconografici tipici dei palazzi nobiliari dei secoli XVII e XVIII.

## Percorso espositivo e opere
Il Museo Diocesano di Jesi, ospitato nel Palazzo Ripanti nuovo, è stato fondato nel 1966 con lo scopo di raccogliere le testimonianze dell’arte religiosa della Vallesina. Con il passare del tempo la raccolta diocesana si è arricchita notevolmente grazie all’ acquisizione di nuove importanti opere, sottratte al rischio di dispersione e di trafugamenti, estremamente probabili in chiese chiuse o prive di sorveglianza costante. 
Il percorso di visita si sviluppa in nove sale con circa duecento opere tra dipinti, sculture, apparati liturgici, reliquiari, ex voto e icone che coprono un arco di tempo che va dal IV al XX secolo.
Una specifica sezione ospita la collezione di opere d’arte contemporanea realizzate da alcuni dei maggiori artisti della regione.
Il museo vanta circa 200 opere fra pitture, sculture, reliquiari, ex-voto e apparati liturgici, che vanno dal XIV secolo al XIX secolo. Fra le quali spiccano:
- Crocifisso, o Cristo deposti, ligneo, metà del XIII secolo, proveniente dall'ex Monastero delle Clarisse;
- Madonna in trono col Bambino, Giovanni Bellinzoni da Pesaro, 1436, parte centrale di un trittico smembrato[3];
- Madonna col Bambino, 1504, Eusebio da San Giorgio (attr.), commissionata dal vescovo Tommaso Ghislieri;
- Immacolata Concezione, 1627, Antonino Sarti, dalla chiesa parrocchiale di Montecarotto;
- Madonna del Soccorso, scultura in legno dorato, XVI secolo, dal Santuario di Poggio San Marcello;
- San Cristoforo che traghetta Gesù Bambino, Ercole Ramazzani, dalla Parrocchia di Rosora;
- Ascensione, 1582, Ercole Ramazzani, dal Santuario di Poggio San Marcello;
- Gloria della Vergine e Santi, 1586, dal Santuario di Poggio San Marcello;
- Circoncisione di Gesù, 1588, dalla Badia di Castelplanio;
- Madonna col Bambino e Santi, 1593, dalla Parrocchia di Rosora;
- Croce processionale, Ercole Ramazzani (attr.), legno dorato e dipinto a olio, fine XVI secolo, dalla Chiesa dell'Adorazione di Jesi;
- Giuditta, Salomone, Sacrificio Iefte e Giudizio di Salomone, 1728, Domenico Luigi Valeri;
- Assunzione della Vergine, Claudio Ridolfi;

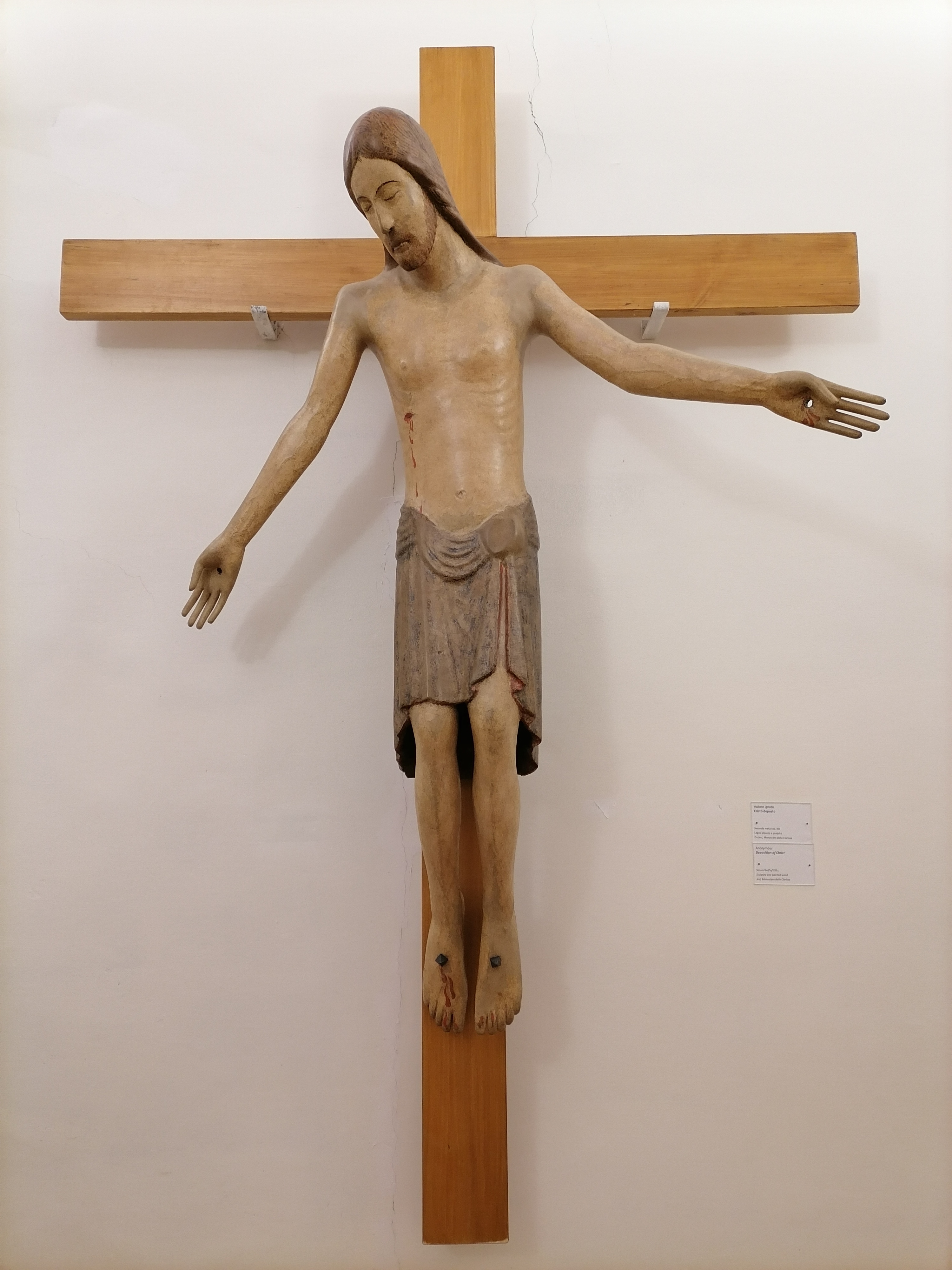
Cristo deposto, metà XIII sec.
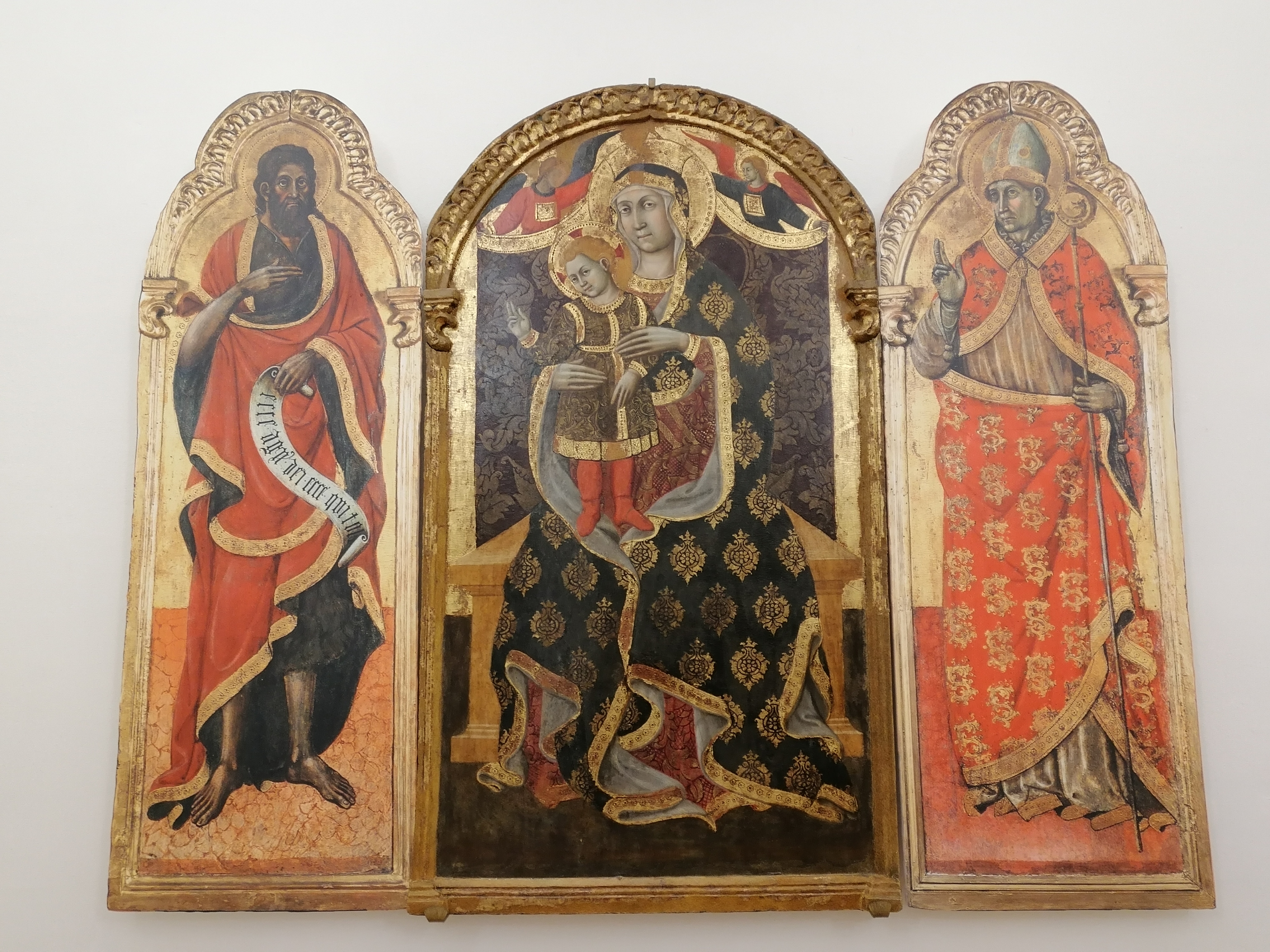
Madonna in Trono con Bambino, Giovanni Antonio Bellinzoni da Pesaro, 1436
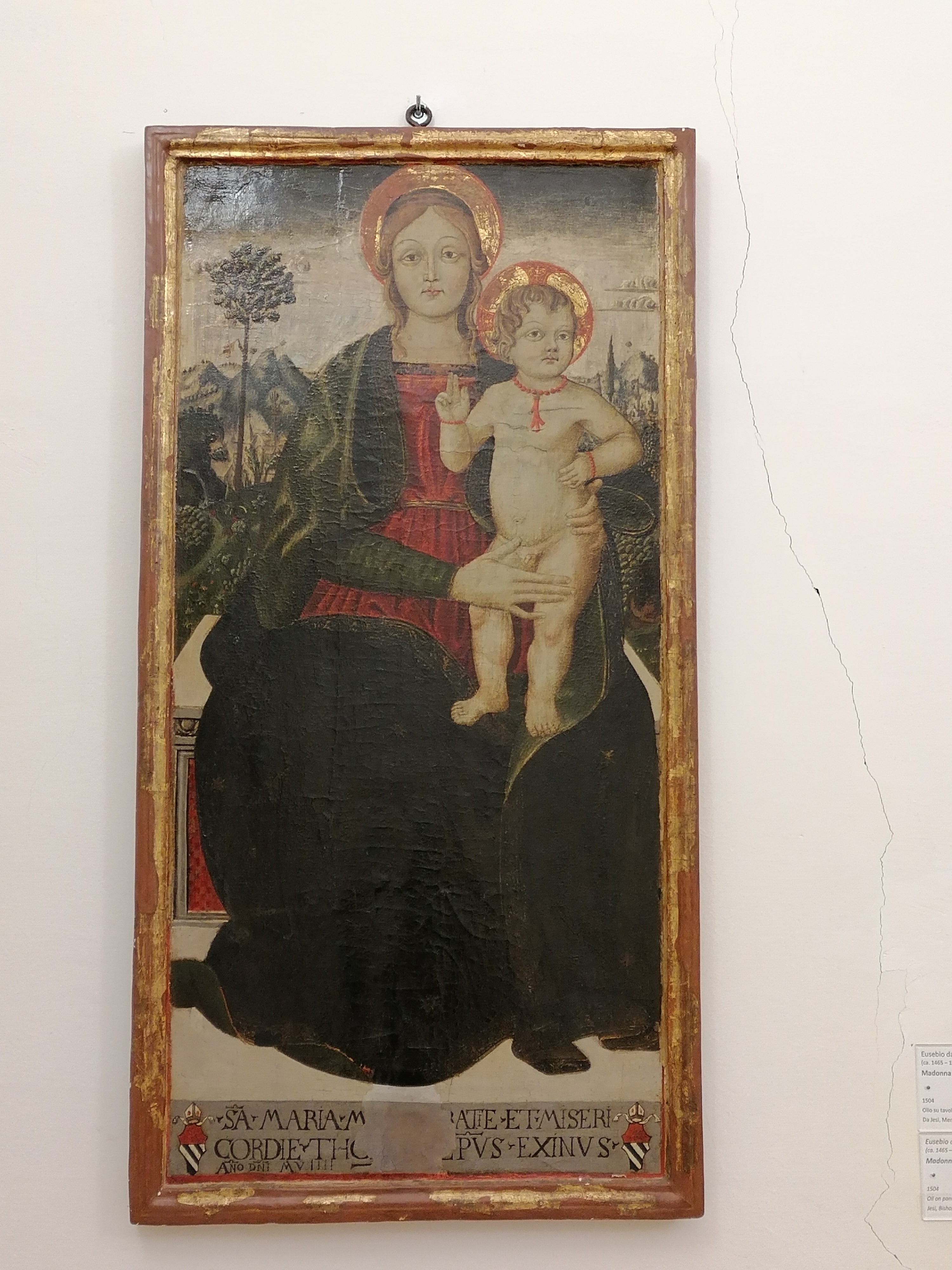
Madonna col Bambino, 1504.
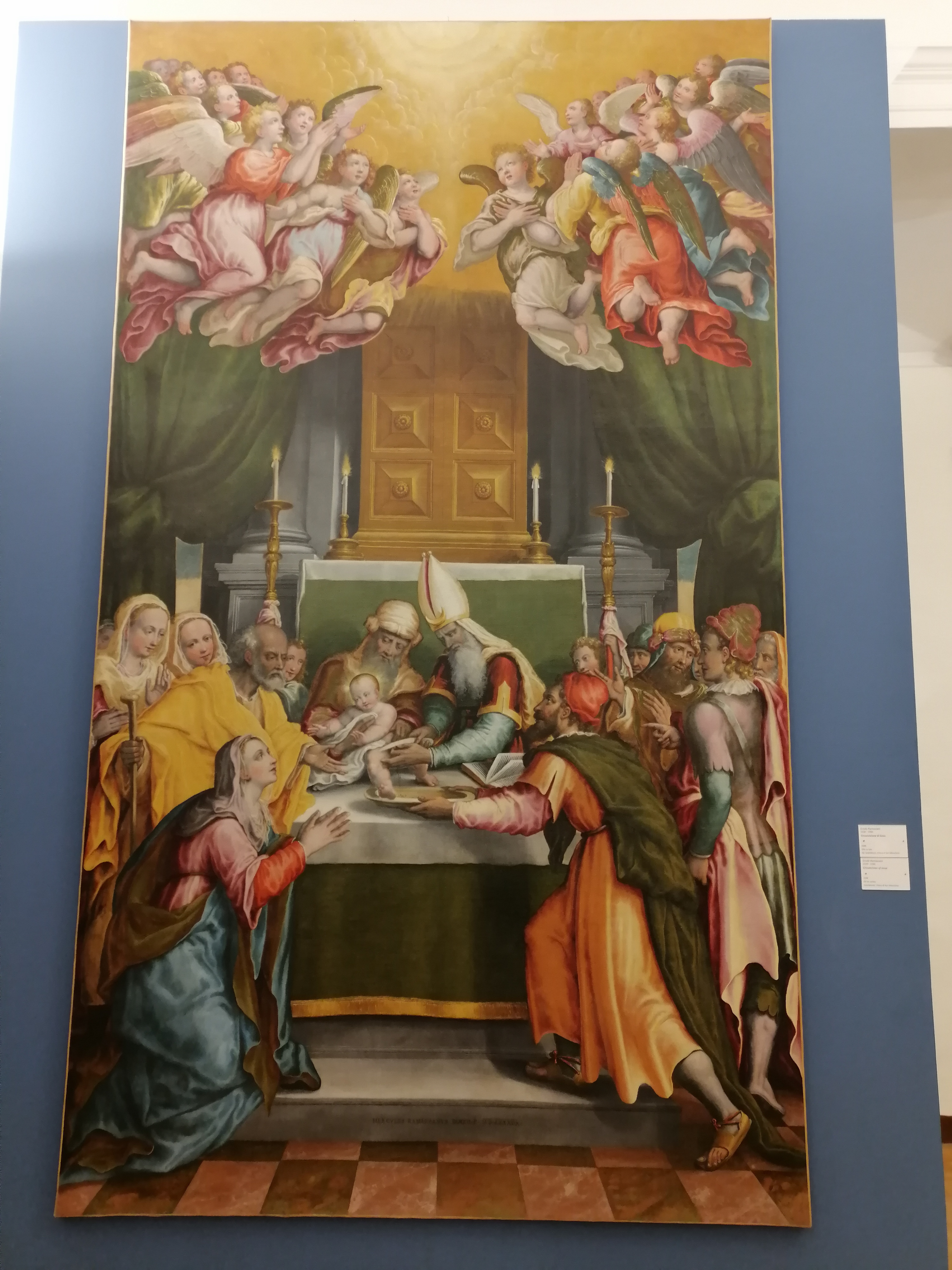
Circoncisione di Gesù, 1588.
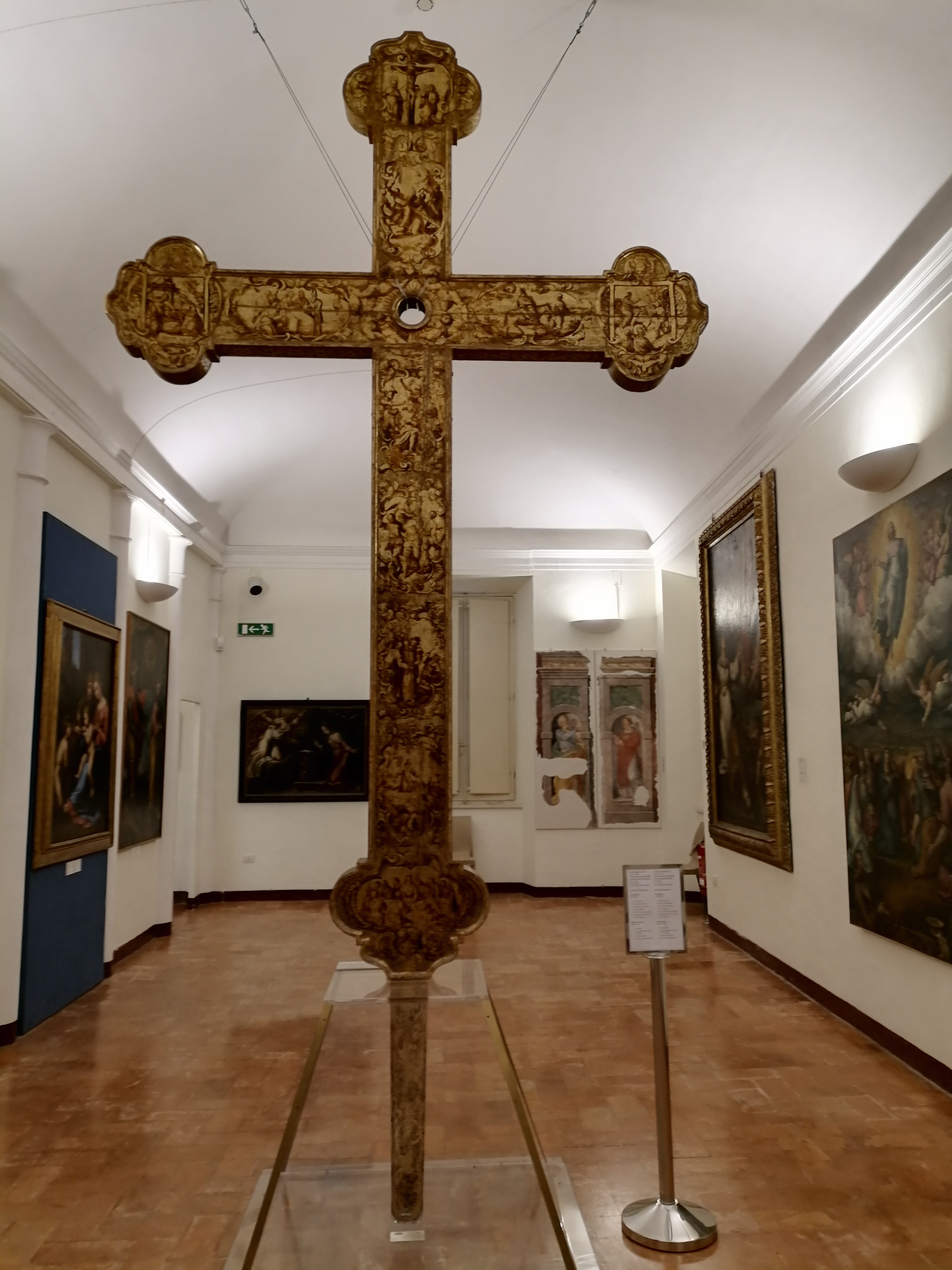
Croce processionale, fine XVI sec.
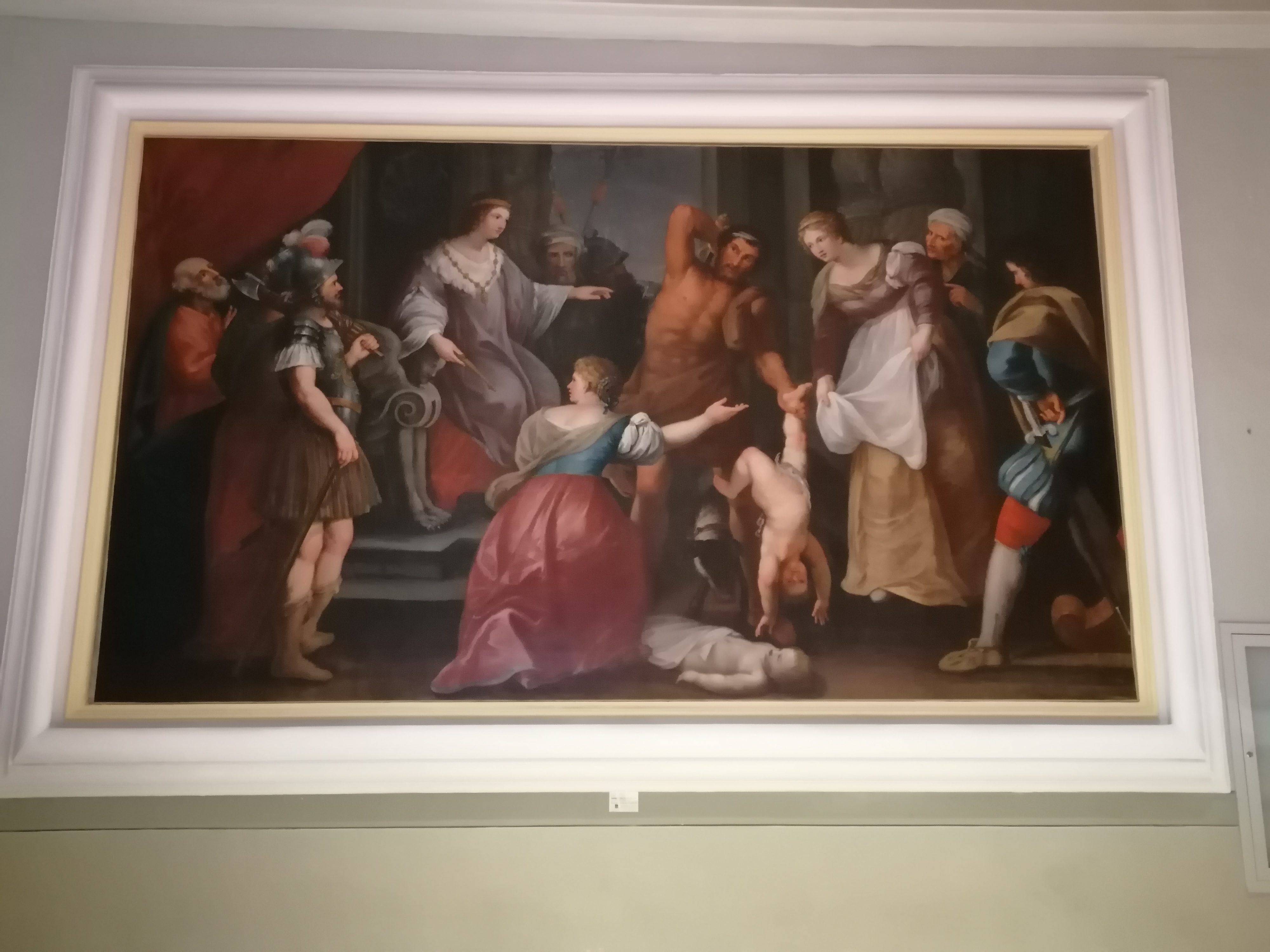
Giudizio di Re Salomone, Domenico Luigi Valeri, 1728.